# 수도회
수도회(修道會)는 종교에서 관찰되는 조직으로, 각 종교 정신을 바탕으로 공동생활을 하는, 서원에 의해 관계를 맺은 신자들의 조직이다. 수도회에 소속되어 수도생활을 하는 신자를 '수도자'(修道者) 또는 수도승(修道僧)이라고 한다.
남자 수도회와 여자 수도회가 있으며, 활동의 형태에 따라 다음과 같은 분류로 나뉜다.
- 관상수도회(觀想~)
- 탁발수도회(托鉢~)
- 교육수도회
- 선교수도회
- 기타

## 불교의 선원
불교의 경우, 수행의 길을 들어서려는 승려들은 선원(禪院)에서 참선 중심의 수행을 정진한다. 한국에는 2005년 현재 90여개의 선원이 운영되고 있다.
원불교에는 '교당'이 있다.

## 그리스도교의 수도회
초기의 가톨릭교회의 수도회는 로마제국의 국교가 된 이후에 가톨릭교회가 세속화되자 이를 세속을 멀리하고 순수한 신앙생활을 하려는 분리적인 신앙생활로 극복하려는 기독교인들의 수도원 운동 가운데 발생하여, 창립자의 영성을 유지하면서, 점차 회칙이나 조직을 정비하여갔다. 각각의 수도회마다 그 사명, 또는 카리스마를 가지며, 그 정신에 따라 활동을 한다.
중세에 이르기까지 수도회는, 기도를 중시하여, 매일 일과 중 기도를 전원이 엄숙히 행하였으나, 근세에 이르러 선교를 주 목적으로 세워진 예수회는 회원의 매일 일과 기도의 의무를 면제하였다. 또한 17세기 이후, 특히 서유럽 지역에서는, 영주로부터 독립한 사회복지단체가 그 지역의 주교의 보호 하에 여자수도회 형태로 세워지게 되는 경우가 적지 않았으며, 교육 수도회와 선교 수도회가 융성하였다.

### 가톨릭 수도회의 목록
로마 가톨릭교회는 교황청 또는 교구의 인준을 거쳐 수도회를 창설해왔다. 대표적으로 교황청의 인가를 받은 수도회 가운데 일부를 다음 목록에 나열한다.

#### 남자 수도회
- 가르멜 남자 수도회
- 성 가밀로 수도회
- 구속주회
- 글라렛 선교 수도회
- 꼰솔라따 선교 수도회
- 도미니코 수도회
- 라자르 수도회 FSC
- 로가찌오니스티 수도회
- 마리스타 교육 수사회
- 마리아의 아들 수도회(원죄 없으신 잉태의 아들 수도회)
- 마리아회
- 말씀의 선교 수도회
- 살레시오회
- 삼위일체 수도회
- 성모 승천 수도회(성모 승천의 아우구스띠노 수도회)
- 성 바오로 수도회
- 베네딕토회
  - 성 베네딕도회 왜관수도원
  - 올리베따노 성 베네딕도 수도회
  - 성 베네딕도회 남양주 수도원(요셉수도원)
- 성 빈첸시오 아 바오로 전교회
- 아우구스띠노 수도회
- 아톤멘트의 프란치스코 수도회(Franciscan Friars of the Atonement)
- 예수 고난회
- 예수 성심 전교 수도회
- 예수의 작은 형제회
- 예수회
- 오블라띠 선교 수도회
- 천주의 성 요한 수도회
- 프란치스코회
  - 꼰벤뚜알 프란치스코 수도회
  - 작은형제회
  - 카푸친 작은형제회

#### 여자 수도회
- 가르멜 수녀회
- 거룩한 열정의 수녀회
- 경로 수녀회
- 그리스도 왕 선교 수녀회
- 그리스도의 교육 수녀회
- 그리스도의 성혈 흠숭 수녀회
- 글라렛 선교 수도회
- 까리따스 수녀회
- 노틀담 수녀회
- 느베르 애덕 수녀회
- 도미니코회
  - 성 도미니꼬 선교 수녀회
  - 성 도미니꼬 천주의 모친 봉쇄 수녀원
- 도움이신 마리아 수녀회
- 마리아의 딸 수도회
- 마리아의 작은 자매회
- 마리아의 종 수녀회
- 메리놀 수녀회
- 바오로회
  - 성바오로딸수도회
  - 선한 목자 예수 수녀회
  - 스승 예수의 제자 수녀회
- 베네딕토회
  - 올리베따노 성 베네딕도 수녀회
  - 포교 성 베네딕도 수녀회 대구수녀원
  - 포교 성 베네딕도 수녀회 서울수녀원
- 보혈 선교 수녀회
- 사랑의 선교 수녀회
- 사랑의 성모 수녀회 B.P.S
- 사랑의 씨튼 수녀회
- 살레시오 수녀회
- 삼위일체 수녀회
- 샬트르 성 바오로 수녀회
- 성 베네딕도 수녀회
- 성 골롬반 외방 선교 수녀회
- 성 글라라 수도원
- 성령 선교 수녀회
- 성모 승천 봉헌자 수녀회
- 성모 영보 수녀원
- 성모 자헌 애덕의 도미니꼬 수녀회
- 성심 수녀회
- 미리내성모성심수녀회
- 성가소비녀회
- 성체 선교 글라라 수녀회
- 세례자 성 요한 수녀회
- 엄률 씨토회
- 영원한 도움의 성모 수도회
- 예수 고난 관상 수녀회
- 예수 고난 수녀회
- 예수 마리아 성심 전교 수녀회
- 예수 성심 전교 수녀회
- 예수성심시녀회
- 예수 수도회(동정 성모회)
- 예수의 작은 자매들의 우애회
- 원죄 없으신 마리아 교육 선교 수녀회
- 위로의 성모 수녀회
- 전교 가르멜 수녀회
- 착한 목자 관상 수녀회
- 착한 목자 수녀회
- 천주 섭리 수녀회
- 카르투시오 은수 관상 수녀회
- 트로와 사랑의 성모 수녀회
- 프란치스코회
  - 성심의 프란치스코 수녀회
  - 마리아의 전교자 프란치스꼬 수녀회
  - 아씨시의 프란치스코 전교 수녀회
  - 성 가정의 카푸친 수녀회
  - 성 프란치스코 의료 봉사 수녀회

#### 한국 여자 수도회 현황
(2013년 9월 24일을 기준, 외국수도회는 한국진출일, 방인(邦人/자국) 수도회는 설립일 가장 빠른 순서대로 따로 정리)

##### 봉헌생활회와 사도생활단 (96곳)

###### 한국진출 외국 여자수도회 (67곳)
| - 샬트르 성 바오로 수녀회(S.P.C./설립일: 1696./한국진출일: 1888.7.22.) - 메리놀 수녀회(설립일: 1912.1.6./한국진출일: 1924.10.21.) - 툿찡포교 베네딕도 수녀회(O.S.B./설립일: 1885.9.24./한국진출일: 1925.11.21.) - 올리베따노 성 베네딕도 수녀회(O.S.B./설립일: 1830.1.28./한국진출일: 1931.11.6.) - 예수성심 시녀회(H.S.H.J./설립일: 1935.12.8.) - 가르멜 여자 수도회(O.C.D./설립일: 1568.11.28./한국진출일: 1939.) - 성 골롬반 외방선교 수녀회(S.S.C./설립일: 1922.2.1./한국진출일: 1955.2.19.) - 예수의 작은 자매들의 우애회(설립일: 1939.9.8./한국진출일: 1955.6.1.) - 성심 수녀회(R.S.C.J./설립일: 1800.11.21./한국진출일: 1956.10.5.) - 예수의 까리따스 수녀회(S.C.G./설립일: 1937.8.15./한국진출일: 1956.10.19.) - 살레시오 수녀회(도움이신 마리아의 딸 수도회/F.M.A./설립일: 1872.8.5./한국진출일: 1957.4.24.) - 마리아의 전교자 프란치스코회(F.M.M./설립일: 1877.1.6./한국진출일: 1958.6.26.) - 사랑의 씨튼 수녀회(S.C./설립일: 1809.7.31./한국진출일: 1960.11.3.) - 성 바오로딸 수도회(F.S.P./설립일: 1915.6.15./한국진출일: 1960.12.13.) - 마리아의 작은 자매 수녀회(L.C.M./설립일: 1877.7.2./한국진출일: 1963.11.23.) - 작은자매 관상 선교회(설립일: 1951.10.7./한국진출일: 1963.12.17.) - 예수 수도회(C.J./설립일: 1609./한국진출일: 1964.6.10.) - 스승 예수의 제자 수녀회(P.D.D.M./설립일: 1924.2.10./한국진출일: 1965.1.5.) - 수원 성 빈센트 드 뽈 자비의 수녀회(설립일: 1841.3.25./한국진출일: 1965.1.8.) - 예수성심 전교 수녀회(M.S.C./설립일: 1899.8.3./한국진출일: 1965.3.25.) - 착한목자 수녀회(R.G.S./설립일: 1641.11.25./한국진출일: 1966.5.19.) - 천주섭리 수녀회(C.D.P./설립일: 1851.9.29./한국진출일: 1966.8.19.) - 그리스도의 교육 수녀회(D.C./설립일: 1720./한국진출일: 1966.9.17.) - 노틀담 수녀회(S.N.D./설립일: 1850.10.1./한국진출일: 1967.7.7.) - 성 클라라 (봉쇄) 수도원(글라라회/O.S.C./설립일: 1212./한국진출일: 1969.6.14.) - 가난한 이들의 작은 자매회(P.S.D.P./설립일: 1839.11./한국진출일: 1971.9.1.) - 프라도 수녀회(설립일: 1856.12.10./한국진출일: 1975.8.28.) - 전교 가르멜 수녀회(C.M./설립일: 1860./한국진출일: 1977.8.21.) - 그리스도의 성혈 흠숭 수녀회(A.S.C./설립일: 1834.3.4./한국진출일: 1977.10.1.) - 성 빈첸시오 아 바오로 사랑의 딸회(D.C.S.V.P./설립일: 1633.11.29./한국진출일: 1978.4.10.) - 마리아의 딸 수도회(마리아니스트/F.M.I./설립일: 1816.5.25./한국진출일: 1979.5.17.) - 아씨시의 프란치스코 전교 수녀회(S.F.M.A./설립일: 1702.1.2./한국진출일: 1980.7.13.) - 성 프란치스코 하비에르 사도회(설립일: 1919./한국진출일: 1980.8.10.) - 사랑의 선교 수녀회(M.C./설립일: 1950.10.7./한국진출일: 1981.6.30.) | - 선한목자 예수수녀회(S.J.B.P./설립일: 1938.10.7./한국진출일: 1983.8.20.) - 원죄없으신 마리아 교육선교 수녀회(R.C.M./설립일: 1892.12.8./한국진출일: 1984.4.12.) - 성 도미니코 선교 수녀회(O.P./설립일: 1887.1.10./한국진출일: 1984.12.3.) - 성모승천 봉헌자 선교수녀회(설립일: 1865.5.24./한국진출일: 1985.1.9.) - 삼위일체 수녀회(C.S.S.T./설립일: 1685.12.25./한국진출일: 1985.3.7.) - 도움이신 마리아 수녀회(M.A./설립일: 1854.9.29./한국진출일: 1985.7.30.) - 마리아의 종 수녀회(O.S.M./설립일: 1862.6.23./한국진출일: 1985.9.15.) - 위로의 성모 수녀회(N.S.C./설립일: 1857.3.14./한국진출일: 1986.5.14.) - 예수그리스도의 고난 관상 수녀회(C.P./설립일: 1771.5.3./한국진출일: 1986.6.19.) - 거룩한 말씀의 회(F.D.Z./설립일: 1887.3.19./한국진출일: 1986.11.17.) - 보혈선교 수녀회(설립일: 1885.9.8./한국진출일: 1986.11.24.) - 성령선교 수녀회(C.M.S.Sp.S./설립일: 1889.12.8./한국진출일: 1987.3.9.) - 엄률 시토회(수정의 성모 트라피스트 여자수도원/O.C.S.O./설립일: 1098.3.21./한국진출일: 1987.10.19.) - 그리스도의 왕 선교 수녀회(M.C.R./설립일: 1928.10.28./한국진출일: 1987.10.28.) - 성체선교 글라라 수녀회(M.C./설립일: 1951.6.22./한국진출일: 1987.12.6.) - 천사의 모후 수녀회(설립일: 1962.11.26./한국진출일: 1989.3.3.) - 성심의 프란치스코 수녀회(S.F.S.C./설립일: 1886.2.21./한국진출일: 1989.7.22.) - 예수마리아 성심 전교수녀회(Ss.Cc./설립일: 1880.3.6./한국진출일: 1989.9.25.) - 세례자 성 요한 수녀회(C.S.S.G.B./설립일: 1878.9.26./한국진출일: 1990.6.16.) - 도미니코회 천주의 모친 봉쇄 수도원(설립일: 1206./한국진출일: 1990.11.29.) - 성 프란치스코 병원 수녀회(O.H.S.F./설립일: 1844.7.2./한국진출일: 1991.10.4.) - 글라렛 선교 수녀회(R.M.I./설립일: 1855.8.27./한국진출일: 1995.4.18.) - 성모자헌 애덕의 도미니꼬 수녀회(O.P./설립일: 1696.1.24./한국진출일: 1995.6.20.) - 성가정의 카푸친 수녀회(H.T.C./설립일: 1885.5.11./한국진출일: 1996.3.25.) - 예수고난 수녀회(C.P./설립일: 1815.3.17./한국진출일: 1996.8.10.) - 사랑의 성모 수녀회(설립일: 1850.6.18./한국진출일: 1998.11.4.) - 느베르 애덕 수녀회(설립일: 1680./한국진출일: 1999.9.11.) - 주님탄생예고 카르투시오 수녀회(설립일: 1140.5./한국진출일: 2002.5.3.) - 트르와 사랑의 성모 수녀회(설립일: 1840.3.25./한국진출일: 2002.10.16.) - 착한목자의 종 프란치스코 수녀회(설립일: 1938.5.14./한국진출일: 2003.10.4.) - 자비의 메르세다리아스 수녀회(설립일: 1878.3.16./한국진출일: 2003.10.23.) - 로사리오 성모의 도미니코 수녀회(설립일: 1850.1./한국진출일: 2003.11.1.) - 성모마리아 방문 봉쇄수녀회(성모방문회/V.M.S./설립일: 1610.6.6./한국진출일: 2007.1.) |

###### 방인(邦人/국내) 설립 여자수도회(29곳)
| - 영원한 도움의 성모 수도회(S.O.L.P.H./설립일: 1932.6.27.) - 성가 소비녀회(설립일: 1943.12.25.) - 한국 순교복자 수녀회(설립일: 1946.4.21.) - 인보성체 수도회(설립일: 1956.11.19.) - 말씀의 성모 영보 수녀회(설립일: 1960.3.25.) - 한국 순교복자 빨마 수녀회(설립일: 1962.10.1.) - 마리아 수녀회(설립일: 1964.8.15.) - 티 없으신 마리아성심 수녀회(F.M.I./설립일: 1968.3.25.) - 오순절 평화의 수녀회(S.P.P./설립일: 1986.8.15.) - 파티마의 성모 프란치스꼬 수녀회(설립일: 1969.3.2.) - 가르멜의 모후 수도회(설립일: 1972.6.9.) - 미리내 성모성심 수녀회(설립일: 1976.11.1.) - 거룩한 말씀의 회(설립일: 1964.5.10./한국진출일: 1977.10.4.) - 프란치스코 전교봉사 수녀회(설립일: 1983.9.11.) - 한국 외방선교 수녀회(설립일: 1986.5.15.) | - 예수의 꽃동네 자매회(설립일: 1986.12.27.) - 미리내 성 요셉 애덕 수녀회(설립일: 1987.8.15.) - 성 안드레아 수녀회(설립일: 1988.10.10.) - 삼성산 성령 수녀회(설립일: 1990.8.22.) - 나자렛 예수 수녀회(설립일: 1991.1.31.) - 오순절 요셉 자매회(설립일: 1992.3.19.) - 작은예수 수녀회(설립일: 1992.12.8.) - 예수의 성모여자 관상(봉쇄) 수도원(설립일: 1995.3.19.) - 예수의 소화 수녀회(설립일: 1999.1.18.) - 성 마리아와 열두 사람 공동체(가인가/SM12/설립일: 2001.1.2.) - 한국 성모의 자애 수녀회(설립일: 2002.3.25.) - 예수의 성모여자 수도회(설립일: 2003.1.25.) - 순교자의 모후 전교 수녀회(C.M.M.M./설립일: 2007.10.23.) - 섭리의 딸 수녀회(설립일: 2009.1.4.) |

#### 가톨릭계 선교회
- 과달루페 외방 선교회
- 성 골롬반 외방 선교회
- 메리놀 외방 전교회
- 천주교 사도회
- 파리 외방 전교회
- 한국 외방 선교회

### 개신교

#### 성공회 수도회
성공회 수도회는 옥스퍼드 운동으로 보편교회전통이 부활하면서 다시 생겨났다.

##### 대한성공회 수도회
2008년기준으로 대한성공회에 속한 성공회 수도회는 다음과 같다.
- 성공회 프란시스 수도회:성공회 수사들이 거주하는 성공회 수도원이다. 강원특별자치도 춘천시 남면 발산리에 위치하고 있으며, 성공회 성 요한 피정의 집을 운영하고 있다.
- 성가수도회:성공회 수녀원이며 서울특별시 중구 정동에 위치한다. 노인요양시설인 성 안나의 집과 1급 정신지체장애인 재활시설인 보나의 집을 운영한다.
- 성 프란시스 수녀회
- 성 분도수녀회
- 프란시스 수녀회
- 예수원 : 대전교구 강원교무구에 속한 특수선교교회이다. 미국성공회 대천덕 신부가 강원도 태백 하사미에 세웠다.

#### 성공회 이외의 개신교계 단체
- 씨알수도회[5]
- 대한기독교수도원:감리교 수도원. 정식 명칭은 기독교대한수도원이며, 명칭이 수도원이라고 되어 있으나 그 본 의미의 한자어는 “닦을 수, 빌 도, 동산 원”으로 일반적으로 의미하는 수도원의 뜻과는 차이가 있다. 분류하자면 기도원에 속한다고볼 수 있다.

#### 초교파 선교 공동체
- 떼제 공동체-개신교와 로마 가톨릭교회의 에큐메니컬 수도원. 1940년 고 로제 수사가 프랑스에 세웠으며, 대한민국에는 서울 강서구 화곡동에 한국 떼제공동체가 위치함..
- 마리아슈베스터

## 같이 보기
- 수도사
- 분류:기독교의 성인